# Marine de la république de Corée
La Marine de la république de Corée (Hangul: 대한민국 해군 ; Hanja : 大韓民國 海軍 ; romanisation : Daehanminguk Haegun) est la marine militaire des Forces armées sud-coréennes, « en charge, organisée en équipée aux fins des opérations navales et amphibies et de l'entraînement ». La Marine de la république de Corée inclut le corps des Marines de la république de Corée, qui est une unité quasiment autonome. En tant que plus ancienne branche des Forces armées du pays, la Marine a fêté son 60e anniversaire en 2005.

## Histoire

### De la fondation à la guerre de Corée
Bien qu'il existât dès 1945 des organismes comme l'Unité des affaires maritimes (Haesadae) ou les Forces de défense côtière (Haebangbyungdan), la Marine de la république de Corée est née officiellement le 5 septembre 1948, peu de temps après la fondation de la république de Corée le 15 août 1948. Quant au corps des Marines de la république de Corée, il a été créé le 15 avril 1949. 
Très modeste au début de la guerre de Corée, elle remporta son premier fait d'armes lors du combat au large de Pusan où l'unique patrouilleur dont elle dispose à cette époque, le PC-701 Pak Tu San, coula un navire de transport nord-coréen,. Cependant, la Marine sud-coréenne restait largement surpassée en nombre par son adversaire du Nord, la Marine populaire de Corée : au début du conflit, la première rassemblait 6 956 hommes et 71 bateaux de tous types alors que la seconde comprenait 13 700 hommes et 110 vaisseaux.

### Le développement de la Marine de la république de Corée
Dans les années 1970, la marine sud-coréenne était uniquement constituée d'anciens navires de la United States Navy, notamment des bâtiments de classe Allen M. Sumner et Gearing.
Elle déploie un embryon d'aéronavale au début des années 1970. Elle perçoit ses premiers hélicoptères embarqués, douze Alouette III entre 1977 et 1979.
Ce n'est que dans les années 1980, avec les frégates de classe Ulsan, que la Corée du Sud a commencé à se doter de bateaux conçus et construits localement, une tradition qu'elle a conservé. Au 1er octobre 1985, elle aligne onze destroyers, huit frégates, deux corvettes, dix vedettes lance-missiles, 73 patrouilleurs et huit dragueurs de mines pour 53 200 tonnes de navires de combat.
Une autre étape a été franchi avec la création de la classe Gwanggaeto le Grand : les premiers destroyers construits par la Corée du Sud. 

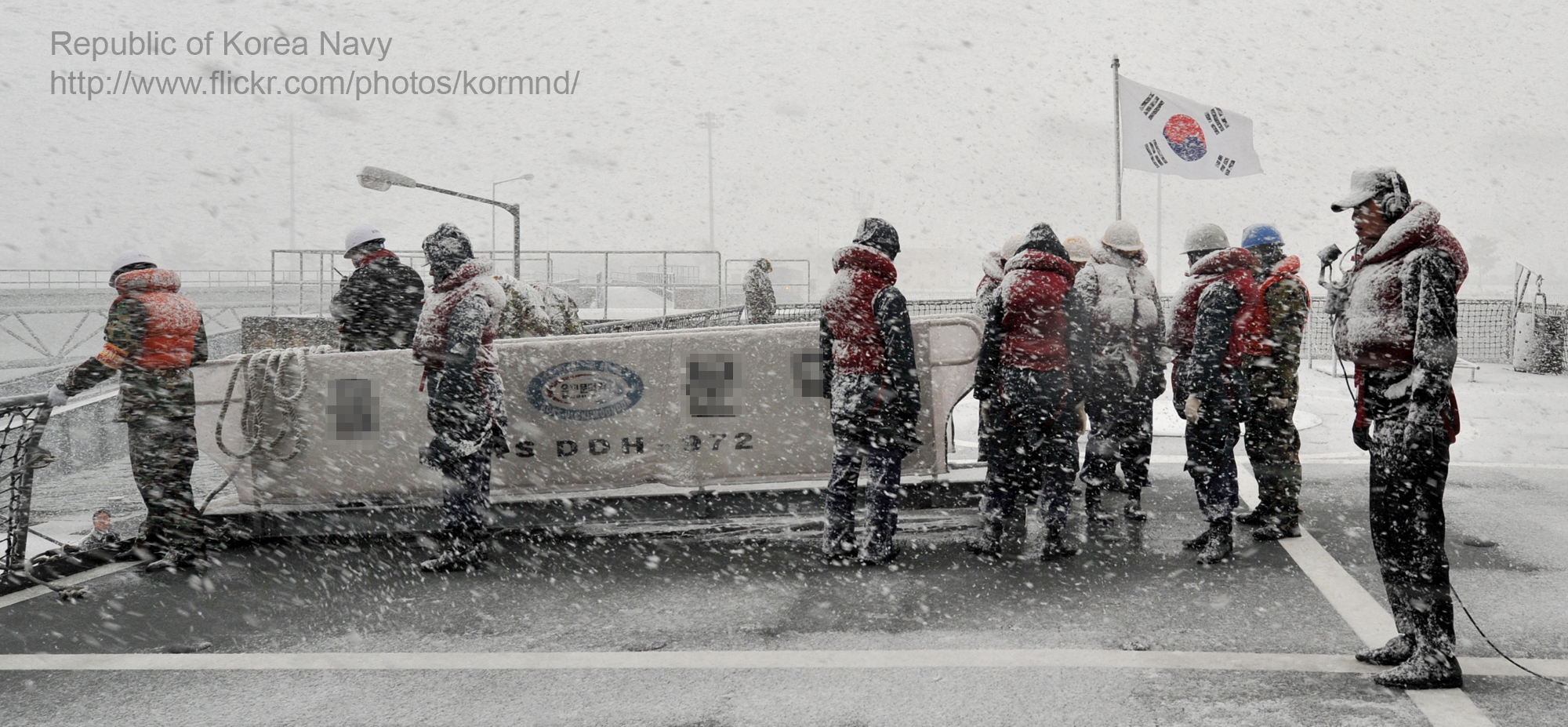
Destroyer sud-coréen de la classe Hyūga en exercice d'hiver en décembre 2010.

Les développements récents de la marine sud-coréenne ont été éclipsés par celles de ses deux voisins, la marine chinoise et la force maritime d'autodéfense japonaise qui ont focalisé l'attention en laissant de côté les nouvelles acquisitions de l'armée de Corée du Sud. Cette dernière est régulièrement engagée dans les exercices et manœuvres internationales comme le RIMPAC mais aussi dans des opérations internationales. Ainsi, la marine sud-coréenne est partie intégrante de la Combined Task Force 151 qui combat la piraterie en Somalie avec l'unité Cheonghae formé en 2009.
Lors de l'incident de Baengnyeong, une des corvettes Pohang, le Cheonan, est torpillée le 26 mars 2010 très probablement par un sous-marin de poche nord-coréen.

### La marine sud-coréenne dans les années 2010

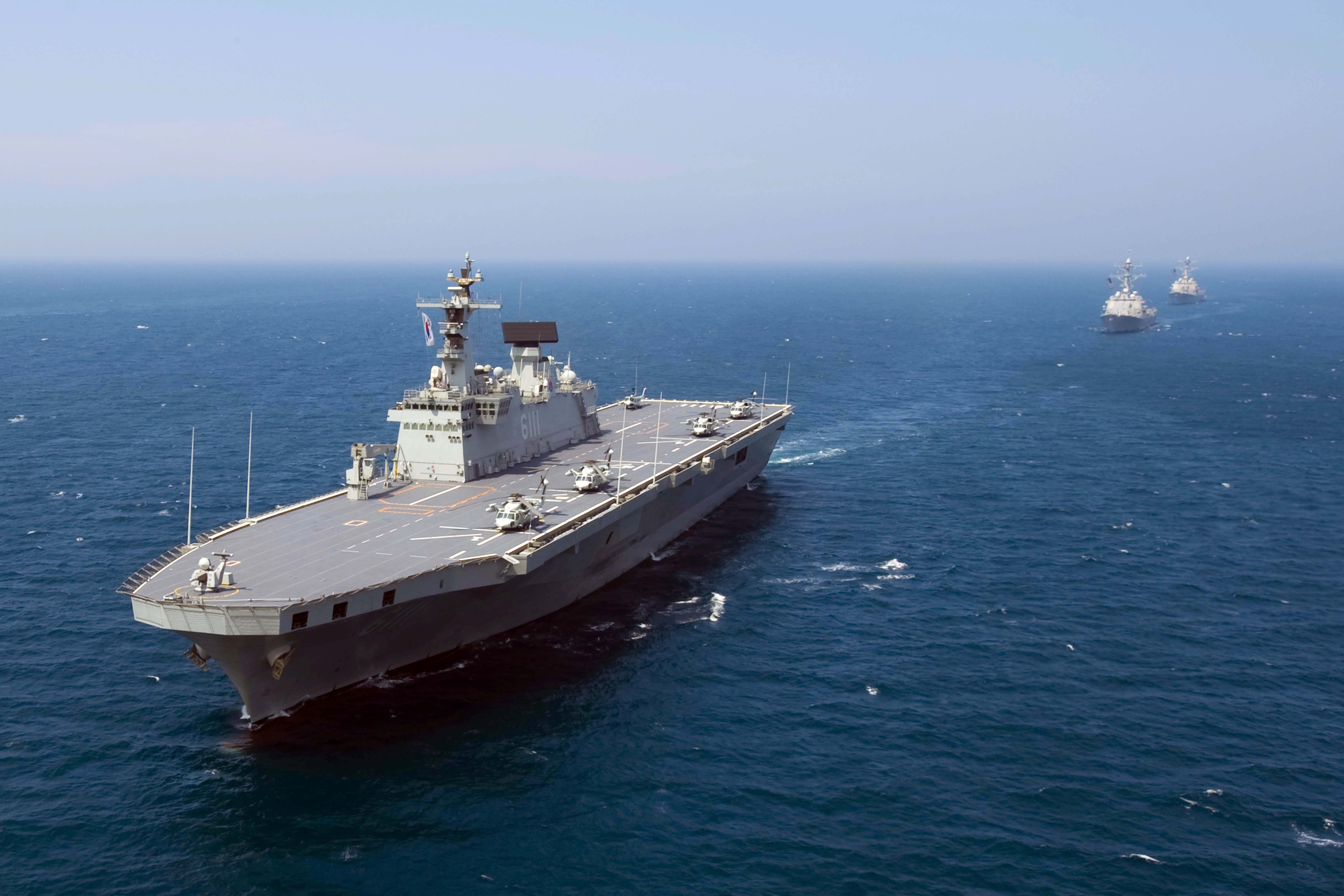
Photographie du Dokdo (LPH-6111), le plus grand navire sud-coréen, en compagnie de destroyers américains.

La Marine de la république de Corée est composée [Quand ?] de 68 000 personnes, de 70 aéronefs et de 120 navires. Même si elle possède moins de bateaux que sa rivale nord-coréenne, la marine sud-coréenne dépasse cette dernière en tonnage. Fortement inspirée par la United States Navy, qui lui avait fourni des navires durant les premiers temps de son existence, la structure de la Marine de la république de Corée ressemble à celle de l'institution américaine : elle possède trois flottes (la 1re, la 2e, et la 3e et une dédiée aux opérations lointaines, la flotte de manœuvres stratégiques) dirigées par un chef des opérations navales.
Les forces sud-coréennes comptent en 2014 douze destroyers, trois de la classe Sejong le Grand, six de la classe Chungmugong Yi Sun-sin et trois de la classe Gwanggaeto le Grand, les plus anciens. La marine de Corée du Sud possède aussi une flotte de neuf frégates de classe Ulsan qui sont en train d'être remplacées par six frégates de classe Incheon (qui seront quasiment aussi bien armées que les destroyers Gwanggaeto, seule l'absence de missiles Sea Sparrow les différenciera). Mais c'est du côté des navires d'assaut amphibie que le progrès est le plus marqué avec la construction de trois Landing Platform Helicopter de classe Dokdo, et ce malgré le fait, qu'en 2014, un seul exemplaire ait été construit (un autre ayant été financé et le dernier étant juste prévu). Les navires de classe Dokdo sont alors les plus grands bâtiments jamais construits par la Marine sud-coréenne.
Quant aux corvettes sud-coréennes, bien que nombreuses elles sont destinées à être retirées du service : les vingt-et-un exemplaires de la classe Pohang, construits dès le milieu des années 1980, sont petit à petit mis en retraite ou vendus à des marines étrangères. Les soixante-quinze bateaux de patrouille de classe Chamsuri subissent le même sort que ceux de la classe Pohang et sont destinés à être progressivement remplacés par, au minimum, une vingtaine de patrouilleurs de classe Gumdoksuri plus lourds et mieux armés.
La Corée du Sud possède aussi son propre groupe de sous-marins qui regroupe neuf classe Chang Bogo (version du Type 209), acquis dans les années 1990, et neuf autres Son Won-il (version du Type 214 dont le dernier entre en service en 2018. Ces derniers ont été construits pas la Corée du Sud avec l'aide technique allemande. Une nouvelle classe devrait faire son apparition, aux alentours des années 2020, avec la réalisation du programme KSX-III, la classe Dosan Ahn Changho, qui prévoit la construction de neuf sous-marins de 3 000 tonnes chacun, le premier étant mis à l'eau en 2018.
En 2019, elle aligne :
- vingt sous-marins ;
- douze destroyers ;
- douze frégates ;
- deux LHD de la classe Dokdo ;
- huit autres navires d'assaut amphibie.

### Le corps des Marines de la république de Corée dans les années 2010

Drapeau du corps des Marines de la république de Corée.

Le corps des Marines de la république de Corée compte, en 2014, 25 000 personnes regroupées en deux divisions : la 1re et la 2e division, et la 4e brigade de marine. L'organisation des deux divisions est calquée sur celle des Marines américains, ainsi elles comportent chacune trois régiments d'infanterie, un régiment d'artillerie, un bataillon de chars et un d'assaut amphibie. Quant aux matériels utilisés, ils comprennent entre autres 124 véhicules blindés lourds amphibies AAV-7A1, cinquante chars K1A1 ainsi que des obusiers K9 Thunder et KH179.

### Dans les années 2020/2030
Son programme en octobre 2019 est extrêmement ambitieux; s'il se réalise, la Corée du Sud aura une des plus puissantes marines d'Asie.
- Au moins deux types de porte-aéronefs sont à l'étude, des projets allant du LHD (désigné LHD-II) jusqu'au porte-avions CATOBAR. Le 10 octobre 2019, les médias parlent d'un projet de navires de 78 000 t pour 298 m de long embarquant 40 aéronefs et d'un autre de 40 000 t pour 238 m embarquant 20 aéronefs[14]. En 2025, il est envisagé d'en faire des porte-drones.
- Neuf sous-marins classe Dosan Ahn Changho emportant de six à dix systèmes de lancement verticaux pour missiles de croisière. En 2019, l'un était en essai et trois autres en construction.
Tous les quatre sont en cours d'achèvement en 2022.
- Au moins deux sous-marins nucléaires d'attaque dérivés du Dosan Ahn Changho sont envisagés pour 2031.
- Trois Arsenal-Ships de 5 000 t dotés de 240 silos à missiles.

## Doctrine
La marine de Corée du Sud joue un rôle majeur dans le bon fonctionnement du pays en ayant pour objectif de sécuriser les voies maritimes vitales à l'économie de la Corée du Sud. C'est dans cette optique que la Marine s'oriente vers la constitution d'une flotte moderne pouvant faire de l'armée coréenne une marine de haute-mer capable de projeter sa puissance non plus seulement dans la péninsule mais dans tout l'océan Pacifique. Elle ambitionne ainsi de devenir une marine de haute-mer dans les années 2030 avec, entre autres, le lancement de porte-avions légers.
Cependant, cette orientation prise dans les années 2000 et 2010 a aussi été critiquée. Ainsi, le spécialiste des questions de défense asiatique, Kyle Mizokami, explique dans un article que la nouvelle marine sud-coréenne « est impressionnante… et inutile ». Il affirme effectivement que la Corée du Sud en voulant à tout prix devenir une puissance maritime orientée vers la lutte contre d'éventuels ennemis étrangers (Japon ou Chine par exemple) a négligé ses défenses contre son adversaire de toujours : la Corée du Nord. Mizokami souligne, par exemple, que la classe de navire amphibie Dokdo serait particulièrement inutile dans une guerre contre cette dernière alors qu'à l'inverse elle serait un atout majeur dans un éventuel conflit territorial, comme celui qui oppose Japon et Corée du Sud autour des îles Dokdo. L'auteur rappelle dans le même temps que la constitution d'une marine aussi moderne demande énormément de moyens, des moyens que l’État ne peut donc pas investir dans d'autres branches de l'armée qui seraient plus à même de lutter contre la Corée du Nord. Plus globalement, Mizokami soutient qu'à terme un tel basculement stratégique pourrait conduire à un retrait des forces américaines stationnées dans la péninsule, qui ne verraient plus de raison de défendre la Corée du Sud contre un adversaire qu'elle ne prendrait plus en considération (étant donné qu'elle s'oriente vers le Pacifique, le Japon et la Chine). 
Cependant, le développement de la marine sud-coréenne peut aussi avoir de multiples autres objectifs. En effet, posséder des bâtiments puissants et de haute technologie revient également à disposer d'un « symbole de prestige national » qui aide « à envoyer un message de force et d'engagement politique ». D'ailleurs, la dimension internationale n'est pas à négliger : certains pays du sud-est asiatiques ayant des marines importantes, la Corée du Sud montre juste la volonté de s'afficher comme une nation d'envergure. Dans un dernier temps, la construction de navires, tels que ceux de classe Dokdo, peut agir comme une véritable publicité pour l'industrie de la défense et navale de la Corée du Sud.